# Transkripcioni faktor II E
Transkripcioni faktor II E (TFIIE) je jedan od nekoliko opštih transkripcionih faktora koji sačinjavaju preinicijacioni kompleks RNK polimeraze II.
Transkripcioni faktor II E je kodiran GTF2E1 i GTF2E2 genima. TFIIE učestvuje u DNK otapanju na promoteru: on sadrži trakasti motiv zinka koji može da se veže za jednolančanu DNK.

## Spoljašnje veze
- Transcription+Factor+TFIIE на 